# Audrey Long
Audrey Long est une actrice américaine née à Orlando en Floride, le 14 avril 1922, et morte le 19 septembre 2014,. Sa carrière se confine à une trentaine de seconds rôles entre 1942 et 1952.

## Biographie
Conjoint : Leslie Charteris

## Filmographie
- 1942 : Si Adam avait su... (The Male Animal), d'Elliott Nugent : Une étudiante (non créditée)
- 1942 : La Glorieuse Parade (Yankee Doodle Dandy), de Michael Curtiz : Réceptionniste à Dietz and Goff (non créditée)
- 1942 : L'Escadrille des aigles (Eagle Squadron), d'Arthur Lubin : Infirmière
- 1942 : Deux nigauds dans une île (Pardon my Sarong), d'Erle C. Kenton : Fille dans le bus avec Tommy (non créditée)
- 1942 : The Great Impersonation, de John Rawlins  : Anna (non créditée)
- 1944 : A Night of Adventure (en)
- 1944 : L'Amazone aux yeux verts (Tall in the Saddle), d'Edwin L. Marin : Clara Cardell
- 1945 : Pan-Americana
- 1945 : Wanderer of the Wasteland
- 1945 : Le Poison (The Lost Weekend), de Billy Wilder : L'employée au vestiaire (non créditée)
- 1945 : Un jeu de mort (A Game of Death), de Robert Wise : Ellen Trowbridge
- 1946 : Perilous Holiday
- 1947 : Né pour tuer (Born to kill), de Robert Wise : Georgia Staples
- 1947 : Desperate, d'Anthony Mann : Anne Randall
- 1948 : Adventures of Gallant Bess
- 1948 : Le Chant de mon cœur (Song of My Heart), de Benjamin Glazer : Princesse Amalya
- 1948 : Perilous Waters (en) de Jack Bernhard
- 1948 : Stage Struck
- 1948 : Miraculous Journey (en)
- 1948 : Homicide for Three (en)
- 1949 : Duke of Chicago (en)
- 1949 : Air Hostess de Lew Landers
- 1949 : Post Office Investigator (en)
- 1949 : Alias the Champ (en)
- 1950 : Trial Without Jury (en) de Philip Ford
- 1950 : David Harding, Counterspy
- 1950 : La Scandaleuse Ingénue (The Pretty Girl), de Henry Levin : Connie Manton Dezlow
- 1951 : Blue Blood
- 1951 : Insurance Investigator (en)
- 1951 : Cavalry Scout (it)
- 1951 : Sunny Side of the Street
- 1951 : The Bigelow Theatre (1 épisode)
- 1952 : Les Derniers Jours de la nation apache